# Dolicheremaeus obsessus
Dolicheremaeus obsessus är en kvalsterart som beskrevs av Subías 2004. Dolicheremaeus obsessus ingår i släktet Dolicheremaeus och familjen Tetracondylidae. Inga underarter finns listade i Catalogue of Life.